# E-Prix di Città del Messico
L'E-Prix di Città del Messico è un evento automobilistico con cadenza annuale destinato alle vetture a trazione interamente elettrica del campionato di Formula E che si svolge a Città del Messico. La prima edizione si è disputata il 12 marzo 2016 come quarta gara della stagione 2015-2016, ed è stata vinta da Jérôme d'Ambrosio.

## Circuito
L'evento si disputa presso l'Autodromo Hermanos Rodríguez, utilizzando una versione accorciata della pista che utilizzano le vetture di Formula 1. La pista è stata creata sulla base dell'ovale utilizzato per campionati locali di stock car, con l'utilizzo della sezione dello stadio e dell'ultima curva, la famosa Peraltada. Nel 2017, per la seconda edizione, è stata modificata la prima curva eliminando la chicane, in modo da agevolare i sorpassi. Nel 2020 il tracciato cambia per un'ultima volta, con l'aggiunta di un tornante fatto di sei curve subito dopo curva 2, e la rimozione della Chicane dopo curva 2, facendo aumentare il numero di curve a 16. Nel 2021 l'E-Prix di Città del Messico esce dal calendario, per venire rimpiazzato dall'E-Prix di Puebla.

## Albo d'oro
| Edizione | Tracciato                    | Vincitore                       | Secondo                                          | Terzo                              | Pole position                         | Giro veloce                              |
| -------- | ---------------------------- | ------------------------------- | ------------------------------------------------ | ---------------------------------- | ------------------------------------- | ---------------------------------------- |
| 2016     | Autodromo Hermanos Rodríguez | Jérôme d'Ambrosio Dragon Racing | Sébastien Buemi Renault-e.dams                   | Nicolas Prost Renault-e.dams       | Jérôme d'Ambrosio Dragon Racing       | Nicolas Prost Renault-e.dams             |
| 2017     | Autodromo Hermanos Rodríguez | Lucas Di Grassi Audi Sport ABT  | Jean-Éric Vergne Techeetah                       | Sam Bird DS Virgin Racing          | Oliver Turvey NextEV NIO              | Sébastien Buemi Renault-e.dams           |
| 2018     | Autodromo Hermanos Rodríguez | Daniel Abt Audi Sport ABT       | Oliver Turvey NIO Formula E Team                 | Sébastien Buemi Renault-e.dams     | Felix Rosenqvist Mahindra Racing      | Lucas Di Grassi Audi Sport ABT           |
| 2019     | Autodromo Hermanos Rodríguez | Lucas Di Grassi Audi Sport ABT  | António Félix da Costa BMW i Andretti Motorsport | Edoardo Mortara Venturi Grand Prix | Pascal Wehrlein Mahindra Racing       | Pascal Wehrlein Mahindra Racing          |
| 2020     | Autodromo Hermanos Rodríguez | Mitch Evans Jaguar Racing       | António Félix da Costa Techeetah                 | Sébastien Buemi Nissan e.dams      | André Lotterer Porsche Formula E Team | Alexander Sims BMW i Andretti Motorsport |
| 2022     | Autódromo Hermanos Rodríguez | Pascal Wehrlein Porsche         | André Lotterer Porsche                           | Jean-Éric Vergne Techeetah-DS      | Pascal Wehrlein Porsche               | Lucas di Grassi Venturi-Mercedes         |
| 2023     | Autódromo Hermanos Rodríguez | Jake Dennis Andretti            | Pascal Wehrlein Porsche                          | Lucas Di Grassi Mahindra           | Lucas Di Grassi Mahindra              | Jake Dennis Andretti                     |
| 2024     | Autódromo Hermanos Rodríguez | Pascal Wehrlein Porsche         | Sébastien Buemi Envision Racing                  | Nick Cassidy Jaguar Racing         | Pascal Wehrlein Porsche               | Nick Cassidy Jaguar Racing               |